# Catedral de Perugia
La Catedral de San Lorenzo (Cattedrale di San Lorenzo) es la catedral católica de la archidiócesis de la ciudad de Perugia en Umbría (Italia). Como su nombre indica, está dedicada a San Lorenzo.

## Exterior
Iniciada en 1345, la construcción de la catedral se detuvo en 1490 y su fachada permanece incompleta. Se ha añadido un portal barroco a la fachada que da a la plaza Danti.
El flanco izquierdo da a la Piazza IV Novembre a través de una escalera monumental de mármol blanco y rosa, con vistas a la Fontana Maggiore, la fachada de entrada del Palazzo dei Priori y la perspectiva de Cours Vannucci hasta Via Boncampi. La Loggia di Braccio prolonga la escalera en este flanco izquierdo.
Un callejón (Via delle Volte) rodea la catedral bajo los arcos góticos superpuestos que la rodean y comprende casas de los siglos XIII y XIV.
El Museo de la Obra del Duomo de Perugia, conocido como Museo Capitolare di San Lorenzo, es contiguo a la catedral.

## Interior
En el interior, tres naves góticas de la misma altura combinan varios estilos, y las capillas, cerradas por rejas de hierro forjado, están ricamente decoradas con trabajos de pintores de renombre. Así, la capilla de San Bernardino con la Deposizione dalla Croce de Federico Barocci y el ornamentado coro de madera del ábside, obra de Giuliano da Maiano y Domenico del Tasso. La Capilla del Sacro Anillo que fue adornada con los Desposorios de la Virgen por Perugino, antes de que esta obra fuera robada en 1797 durante la ocupación napoleónica y trasladada a Francia, donde actualmente se exhibe en el Museo de Bellas Artes de Caen. En esta capilla aún se encuentra la reliquia del Sagrado Anillo de la Virgen María.

## Galería de imágenes

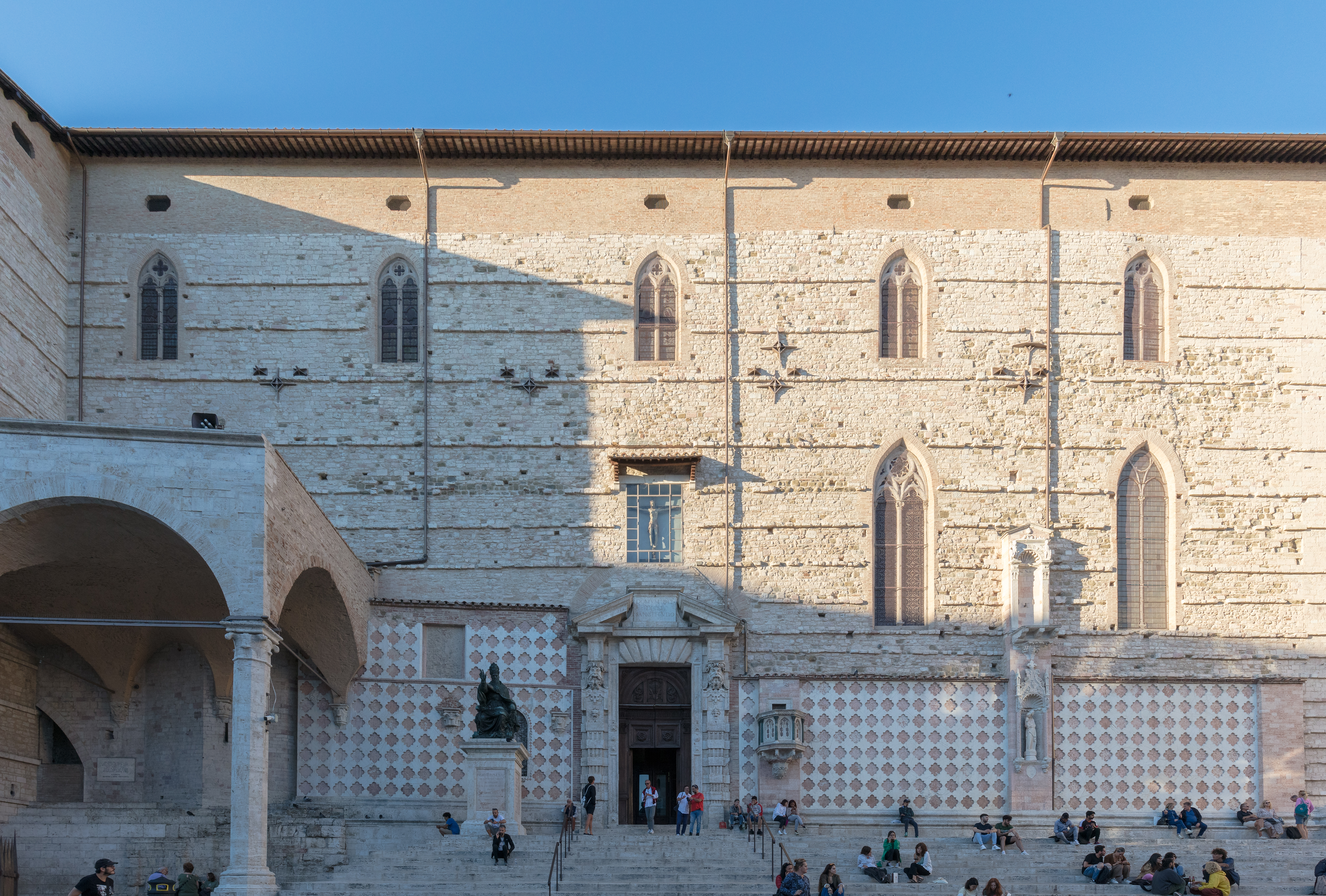
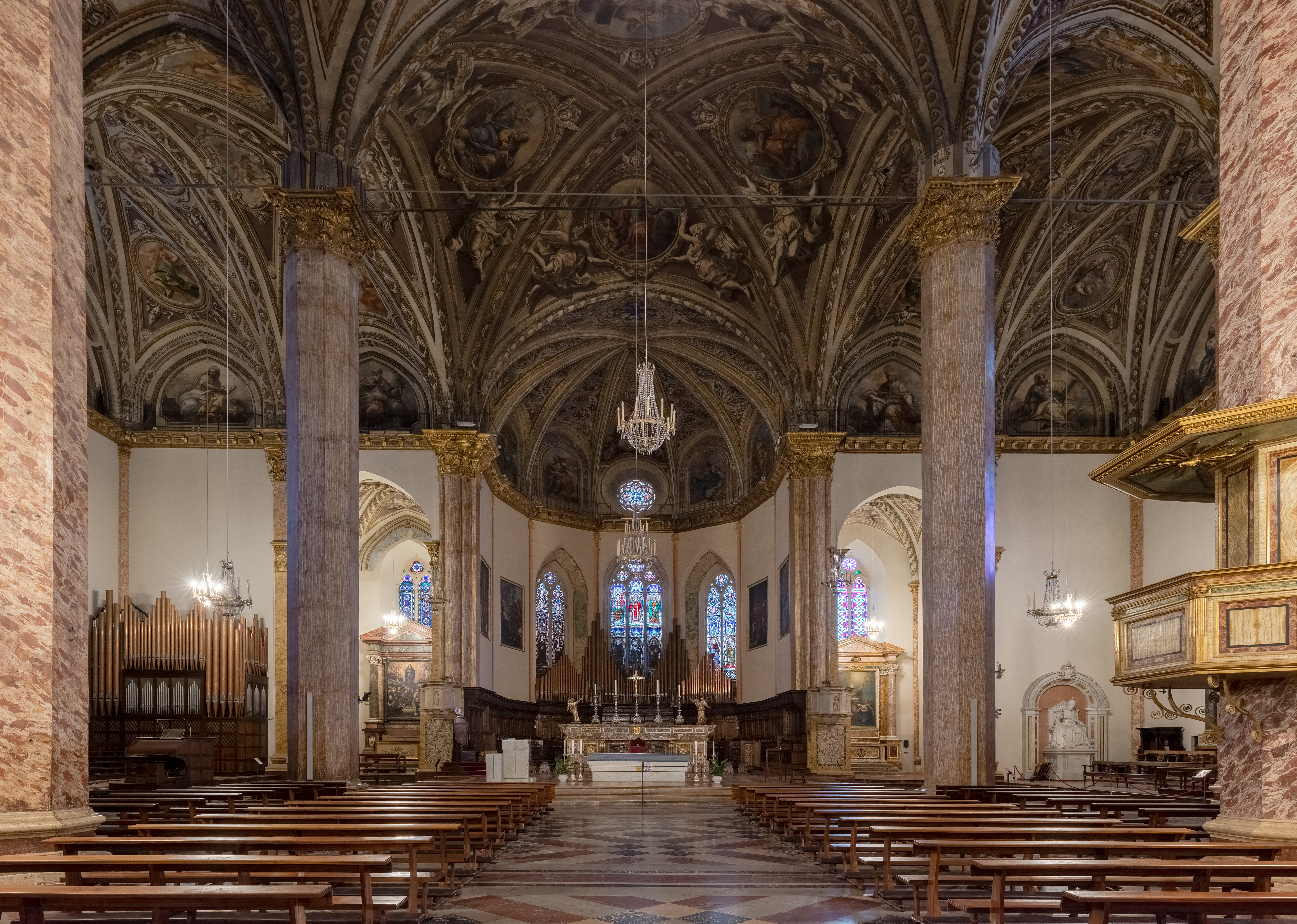
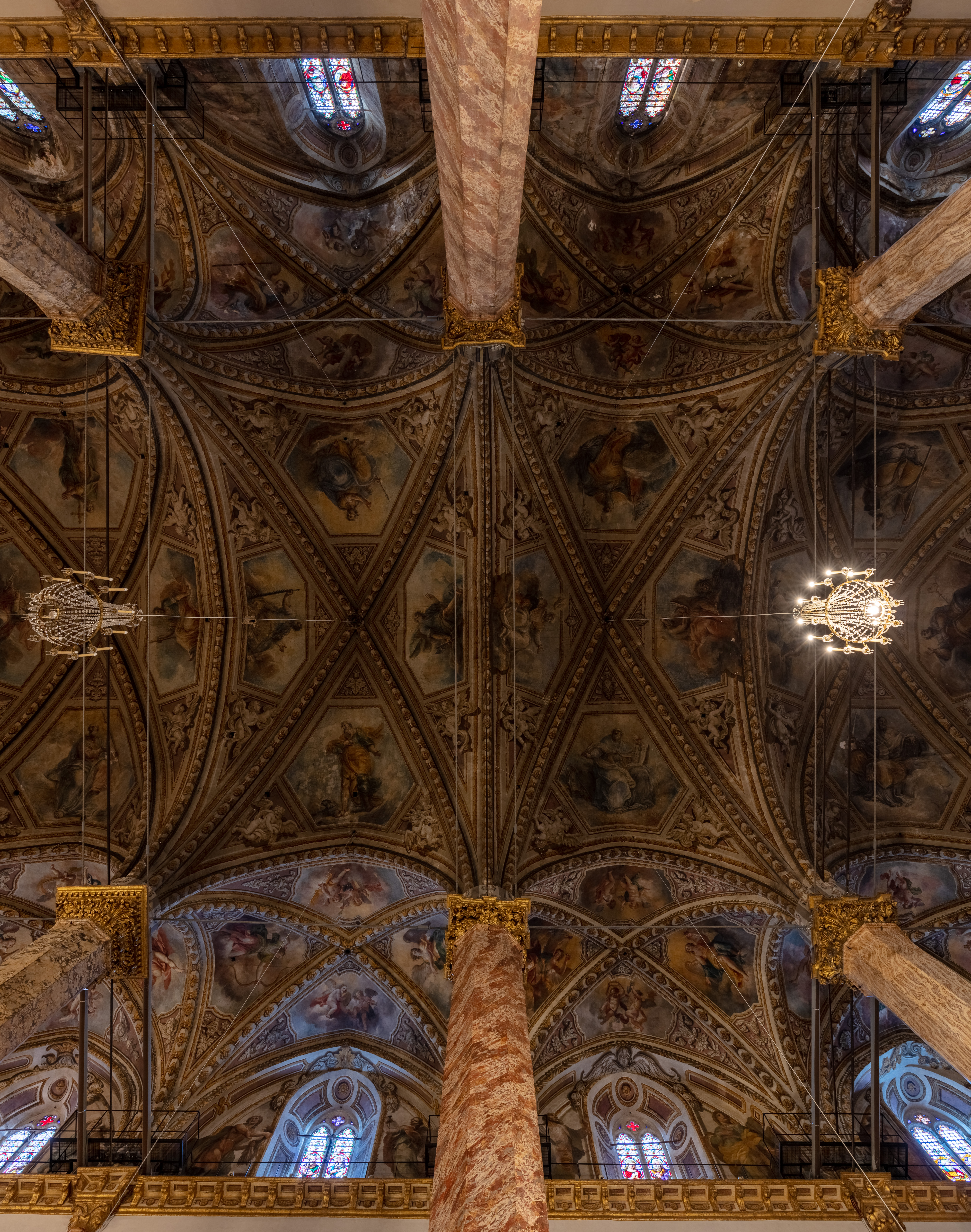
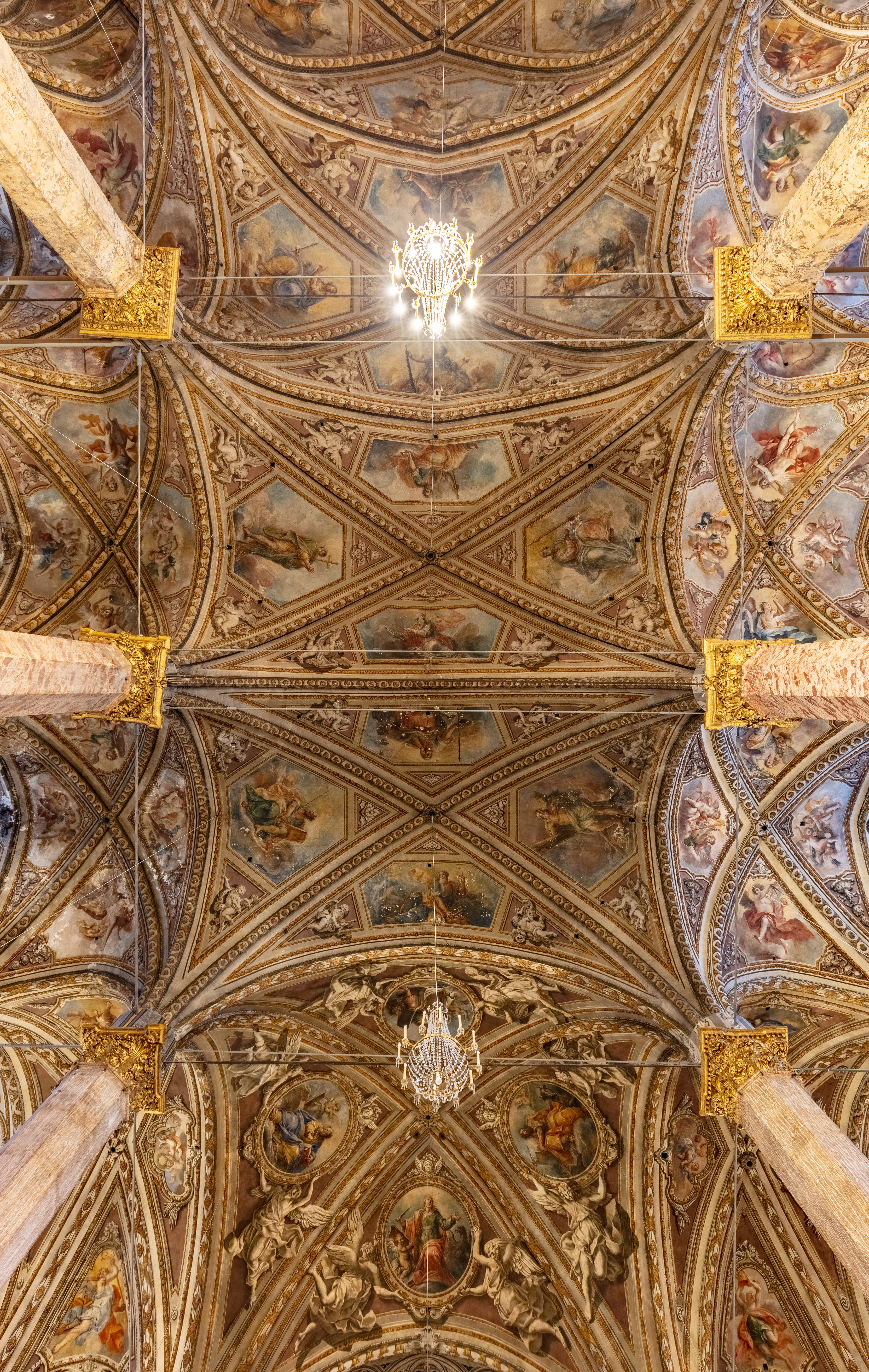
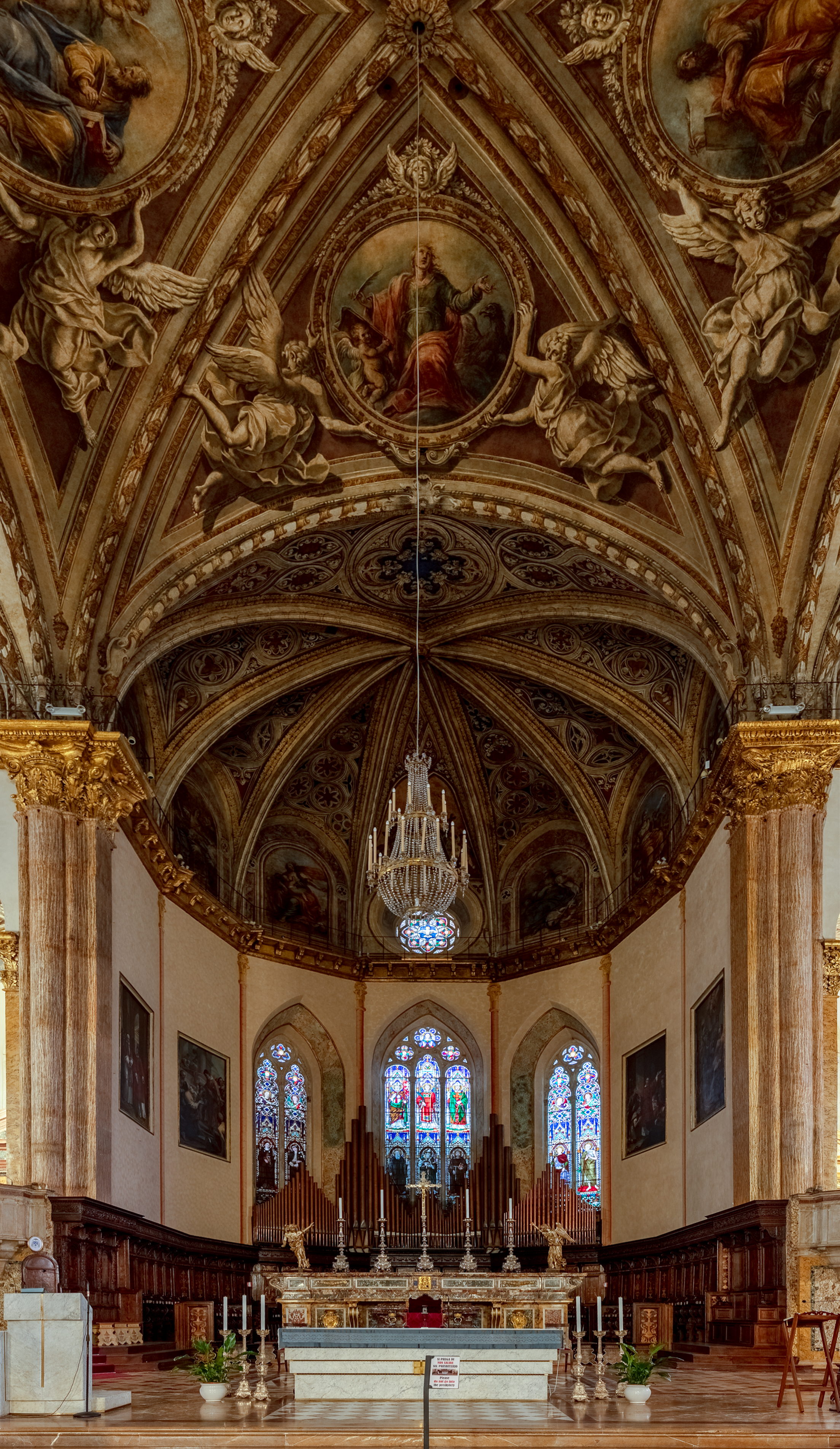